# 劉夢桂
劉夢桂（？—1642年），字九畹，号云岭，湖广襄阳府穀城縣人。

## 生平
天啓七年（1627年）丁卯科湖广乡试举人，崇祯元年（1628年）联捷戊辰科進士，崇祯十三年由粮储道升右佥都御史、大同巡抚，殊勲异绩，表著一时，十五年正月癸未卒于官。